# Thüringer Apothekenmuseum

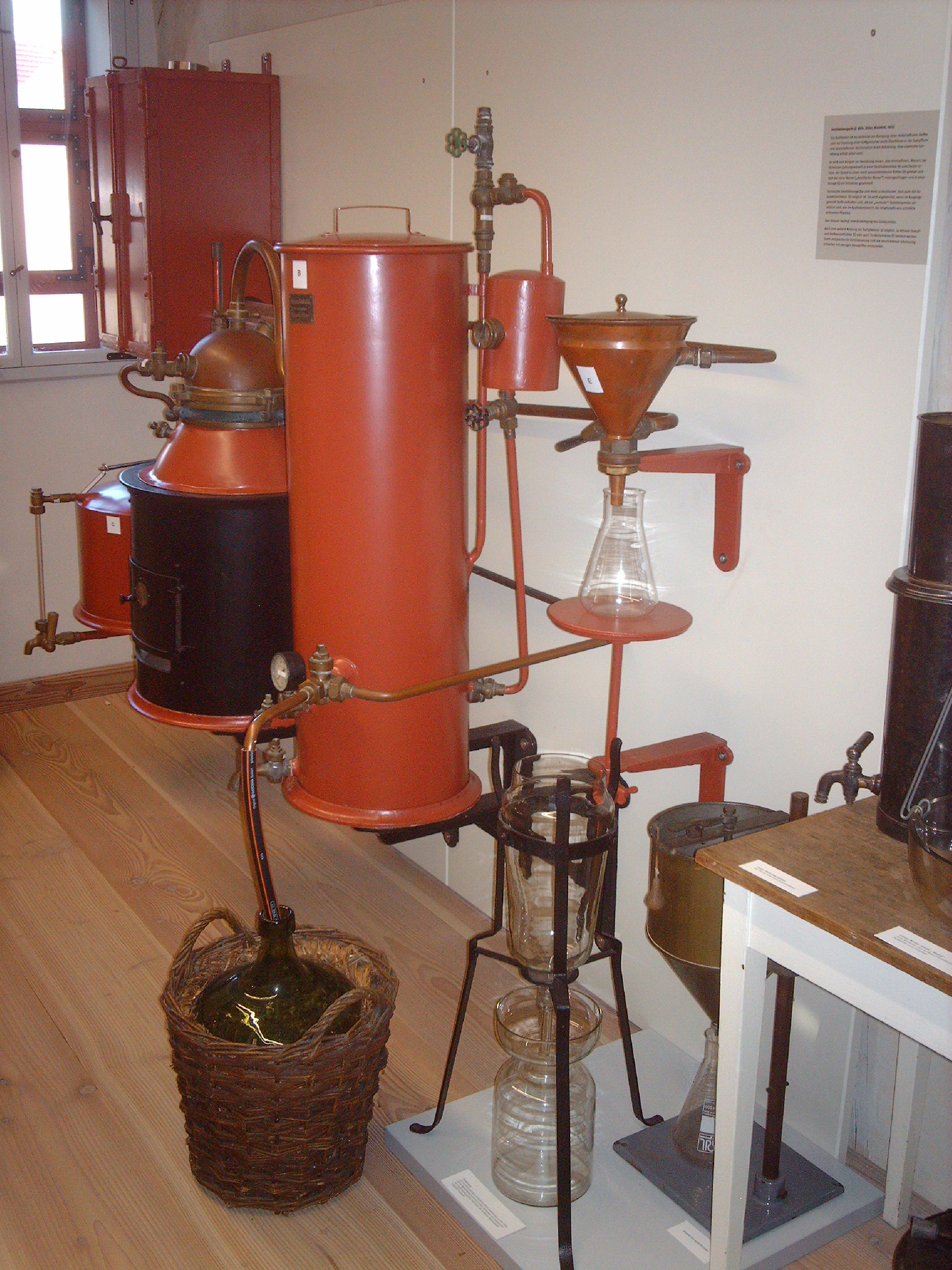
Labor

Das Thüringer Apothekenmuseum ist eine pharmaziehistorische Sammlung in Bad Langensalza. Seit dem 18. Mai 2014 ist sie in einem der ältesten Fachwerkhäuser der Stadt – Haus Rosenthal – auf einer Fläche von 276 m² untergebracht.

## Geschichte
Kernbestand des Inventars ist die Einrichtung der 1598 gegründeten Löwen-Apotheke am Obermarkt in Eschwege. Als die letzten Inhaber Dr. Alexander und Gotlind Dörries, die eine umfangreiche Privatsammlung historischen Apohekeninventars angelegt hatten, sich 2012 zur Ruhe setzen, vermachten sie einen großen Teil dieser Sammlung der Stadt Bad Langensalza zwecks Einrichtung eines Apothekenmuseums.
Voraussetzung war die Beschaffung von Räumlichkeiten. Ausgewählt wurde das einstige Wohn- und Lagerhaus im „Rosenthal“ (1515), dessen Sanierung im Zeitpunkt der Stiftung bereits im Gange und 2014 beendet war. Dabei wurden außer der Restaurierung der Fachwerkkonstruktion, des Dachstuhls und der Deckenbalken auch zwei mittelalterliche Holzstuben von 1515 und 1467 (aus dem Vorgängerbau), historische Wandvertäfelungen mit teils farbigen Malereien und eine Stuckdecke aus dem Jahr 1693 freigelegt. Für die Sanierung erhielt die Stadt Bad Langensalza im Wettbewerb um den „Thüringer Holzbaupreis 2013“ eine Anerkennung und im Jahr 2015 den „Thüringer Denkmalschutzpreis“. Im Erdgeschoss des Hauses sind die Holzstuben zu besichtigen und wird die aufwändige Restaurierung in einem Film erklärt.

## Bestand
Im Obergeschoss ist in 8 Räumen das Apothekenmuseum eingerichtet, das aus folgenden Teilen besteht:
- Kernstück ist ein Schrank aus der Sammlung Dörries mit rd. 50  Porzellan-Standgefäße und Sirupkannen mit individuellem Dekor für die Löwen-Apotheke Eschwege (gelbes Band mit drei Schleifen), gefertigt in der ehemaligen Thüringer Manufaktur Christian Nonne / Nonne & Roesch (Vorläufer der Ilmenauer Porzellanfabrik). Gemäß blauer Unterglasur-Bodenmarke sind diese Ende des 18. / Beginn des 19. Jahrhunderts zu datieren. Rd. 180 Glasgefäße mit gleichartigem Dekor in diesem Schrank sind derselben Epoche zuzuordnen. Inhaber der Löwen-Apotheke Eschwege war von 1721 bis 1804 Georg Christoph Burghard; dieser hat sich auch einen Prunkmörser mit Inschrift seines Namenszuges anfertigen lassen. Ein weiterer Schrank aus dieser Apotheke beinhaltet Holzdosen des 19. Jahrhunderts, in typischer schlichter holzsichtiger Ausfertigung.
- Nachgebaute Offizin der Löwen-Apotheke Eschwege mit ihrer letzten Einrichtung zu Beginn des 20. Jahrhunderts (Handverkaufs- und Rezeptiertisch sowie die bis zuletzt benutzten weißen Porzellan- und braunen Glas-Standgefäße ohne besondere Individualisierung, die zu dieser Zeit in Deutschland allgemein üblich waren); im selben Raum eine Sammlung typischer Medikamente der DDR
- Kräuterkammer mit Vorratsgefäßen und Drogensammlung
- Nachgebaute Materialkammer mit großen Vorratsgefäßen und Arzneiabgabegefäßen
- Giftschrank aus der Stadtapotheke Steinbach-Hallenberg mit klassischer 4-Teilung in Alkaloide, arsenhaltige Gifte, Quecksilber-Gifte und Blausäure freisetzende Gifte
- Dauerausstellung von Erinnerungsstücken aus dem Leben des lokalen Apothekers Johann Christian Wiegleb (1732–1800), dessen Apotheke in der zweiten Hälfte des 18. Jahrhunderts wichtige Akzente für die Apothekenausbildung in Thüringen setzte und der zudem als Chemiker zur wissenschaftlichen Pharmazie seiner Zeit Beiträge leistete
- Rekonstruiertes Labor mit Destillierapparaturen und Analysegeräten des 18. bis zum 20. Jahrhundert
- Apothekenbüro mit Etikettenschrank und Einrichtung um die Mitte des 20. Jahrhunderts.

## Apothekengarten
Zum Apothekenmuseum gehört auch der angrenzende Apothekergarten, in dem mehr als 80 verschiedene Heilkräuter wachsen. Sie sind auf 9 großen Stauden- und Duftpflanzen-Beeten nach Krankheitsbildern sortiert, gegen die diese Kräuter nach dem tradierten Wissen der Volksmedizin wirken (bei Überschneidungen Mehrfach-Pflanzung): Herz-Kreislauf, Atemwege, 2 × Magen-Darm, 2 × Urogenitaltrakt / Gynäkologie, Haut, Psyche, Bewegungsapparat. Dabei sind auch Pflanzen enthalten, die heute pharmakologisch nicht mehr gebräuchlich sind, sowie Giftpflanzen, deren Wirkstoffe nur noch in Fertigarzneien zulässig sind.